# BootCD
BootCD ist ein Werkzeug zum Erstellen von Live-CDs des Betriebssystems Mac OS X für Apple-Macintosh-Systeme mit graphischer Benutzeroberfläche (Finder und Dock).
Das klassische Mac OS war von jeher von nur lesbaren Medien startbar. Dessen Nachfolger, das aus NeXTStep entwickelte Mac OS X, basiert auf BSD-UNIX und ist von jeher prinzipiell von unterstützten optischen Datenträgern wie CD-ROMs als auch von anderen angeschlossenen Medien, etwa von FireWire-Festplatten, startfähig.
Nach dem Erscheinen von Mac OS X 10.0 hat Charles Srstka ein Programm entwickelt, das selbständig die benötigten Bestandteile des Betriebssystems zusammenstellt und in ein ISO-Abbild schreibt. Da dieses selbst nicht startfähig ist, wird damit anschließend eine CD-R oder CD-RW beschrieben („gebrannt“) und kann dann als startfähige Live-CD verwendet werden. Das ISO-Abbild kann durch eigene Programme erweitert werden, z. B. zur Festplattenreparatur, Diagnose oder auch zum Internetsurfen.
BootCD funktioniert systembedingt nur bis Mac OS X Panther (Version 10.3 von 2003), da es nicht mit launchd von Mac OS X Tiger (und neuer) kompatibel ist.